# Oda (Ghana)
Oda (właściwie Akim Oda) – miasto i stolica dystryktu Birim Central w Regionie Wschodnim w Ghanie. Leży nad rzeką Birim. Według spisu w 2010 roku liczy 51,2 tys. mieszkańców.